# Piotr Burzyński
Piotr Burzyński (ur. 14 października 1819 w Sanoku, zm. 19 kwietnia 1879 w Krakowie) – prawnik polski, profesor Uniwersytetu Jagiellońskiego.

## Życiorys
Ukończył gimnazjum w Krakowie (1837), następnie w latach 1837-1841 studiował prawo na UJ. W 1844 obronił na tej uczelni doktorat praw (po przedstawieniu pracy O stosunkach majątkowych między osobami różnokrajowymi, zawierającymi związek małżeński bez intercyzy). Pracował jako urzędnik w Wydziale Finansowym Wolnego miasta Krakowa (1841-1845), podpisarz w sądzie w Chrzanowie (1845-1846), zastępca sędziego Trybunału Wielkiego Księstwa Krakowskiego (1846-1851). W 1851 podjął pracę na UJ, w Katedrze Prawa Francuskiego; lata 1854–1860 spędził w Złoczowie jako podprokurator sądu. W 1860 powrócił na uczelnię, został profesorem i kierownikiem Katedry Prawa Polskiego i Francuskiego. Dwukrotnie pełnił funkcję dziekana Wydziału Prawa (1863/1864, 1869/1870).
Zajmował się prawem rodzinnym, prawem cywilnym francuskim oraz historią polskiego prawa cywilnego. Opracował pierwszą dużą syntezę polskiego prawa osobowego i rodzinnego (Prawo polskie prywatne, 1867–1871, 2 tomy). Zajmował się historią Katedr Prawa UJ, występował na rzecz obsadzania stanowisk profesorskich przez Polaków i wykładania w języku polskim. Był autorem opracowania Wykład prawa cywilnego francuskiego (1852), które przez długi czas stanowiło jedyny polski podręcznik z tego przedmiotu. W latach 1863–1865 był jednym z redaktorów wydawnictw prawniczych UJ.
Niektóre inne prace:
- O uprawnieniu dzieci nieślubnych podług prawa polskiego (1875)[5]
- O prawie bliższości w dawnej Polsce (1877)[6]
- O decymach i narocznikach, tudzież o dziesięcinie monarszej w dawnej Polsce. Ustęp z dziejów gminy i skarbowości publicznej polskiej (1878)

Wśród jego uczniów byli m.in. Michał Bobrzyński i Kazimierz Chłędowski. W 1873 został członkiem czynnym AU, był również członkiem Towarzystwa Naukowego Krakowskiego.
Był mężem Emilii Kopff córki prawnika i sędziego Wiktora Kopffa, wnuczki Ambrożego Grabowskiego. Pochowany został na cmentarzu Rakowickim w Krakowie, w kwaterze Kh.